# Ali Majrashi
Ali Majrashi (en árabe: علي مجرشي‎; 1 de octubre de 1999) es un futbolista saudí que juega en la demarcación de lateral derecho para el Al Ahli Saudi F. C. de la Liga Profesional Saudí.

## Selección nacional
Tras jugar con la selección de fútbol sub-20 de Arabia Saudita y la sub-23, finalmente hizo su debut con la selección absoluta el 1 de diciembre de 2021 en un encuentro de la Copa Árabe de la FIFA 2021 contra Jordania que finalizó con un resultado de 0-1 a favor del combinado jordano tras el gol de Mahmoud Al-Mardi.

## Clubes
| Club                      | País           | Año       | Partidos | Goles |
| ------------------------- | -------------- | --------- | -------- | ----- |
| Al-Shabab Club            | Arabia Saudita | 2018-2021 | 15       | 1     |
| Al Faisaly F. C. (cedido) | Arabia Saudita | 2021      | 14       | 0     |
| Al-Shabab Club            | Arabia Saudita | 2021-2022 | 14       | 0     |
| Al Ahli Saudi F. C.       | Arabia Saudita | 2022-     | 75       | 1     |

## Palmarés

### Títulos nacionales
| Título                             | Club                | País           | Año  |
| ---------------------------------- | ------------------- | -------------- | ---- |
| Copa del Rey de Campeones          | Al Faisaly F. C.    | Arabia Saudita | 2021 |
| Segunda División de Arabia Saudita | Al-Ahli Saudi F. C. | Arabia Saudita | 2023 |

### Títulos internacionales
| Título                            | Club                | Sede | Año  |
| --------------------------------- | ------------------- | ---- | ---- |
| Liga de Campeones Élite de la AFC | Al-Ahli Saudi F. C. | Yeda | 2025 |